# Episodi di Alexa - Vita da detective (seconda stagione)
La seconda stagione del telefilm Alexa - Vita da detective è andata in onda in Nuova Zelanda dal 9 agosto al 18 ottobre 2021 su TVNZ 1. In Italia è stata trasmessa su Giallo dal 4 febbraio all'11 marzo 2025.
| nº | Titolo originale          | Titolo italiano         | Prima TV Nuova Zelanda | Prima TV Italia  |
| -- | ------------------------- | ----------------------- | ---------------------- | ---------------- |
| 1  | Call of the Wild          | Un delitto involontario | 9 agosto 2021          | 4 febbraio 2025  |
| 2  | Oceans Apart              | L'oceano ci separerà    | 16 agosto 2021         | 4 febbraio 2025  |
| 3  | All That Glitters         | Glitters                | 23 agosto 2021         | 18 febbraio 2025 |
| 4  | Look Don't Touch          | Guardare ma non toccare | 30 agosto 2021         | 18 febbraio 2025 |
| 5  | Crushed Dreams            | Sogni infranti          | 6 settembre 2021       | 25 febbraio 2025 |
| 6  | Sleep No More             | Sonno                   | 20 settembre 2021      | 25 febbraio 2025 |
| 7  | All the Better to See You | Morte in scena          | 27 settembre 2021      | 4 marzo 2025     |
| 8  | Hidden Gems               | Tesori nascosti         | 4 ottobre 2021         | 4 marzo 2025     |
| 9  | Wild Life                 | Nella natura            | 11 ottobre 2021        | 11 marzo 2025    |
| 10 | Pleasure & Pain           | Piacere e dolore        | 18 ottobre 2021        | 11 marzo 2025    |

## Un delitto involontario
- Titolo originale: Call of the Wild
- Diretto da: Britta Hawkins
- Scritto da: Tim Pye

## L'oceano ci separerà
- Titolo originale: Oceans Apart
- Diretto da: Britta Hawkins
- Scritto da: Jodie Molloy